# Алі Хаменеї
Аятола́ Сеє́д Алі́ Хосейні́ Хаменеї́ (перс. سید علی حسینی خامنه ای, азерб. Seyyid Əli Hüseyni Xamenei; нар. 19 квітня 1939, Мешхед, Імперська Держава Іран) — іранський політичний діяч та духовний лідер азербайджанського походження. Верховний лідер Ірану з 1989 року.

## Життєпис
Під час правління шаха Мохаммеда Рези Пахлеві був діячем ісламської опозиції, пов'язаної з аятолою Хомейні, а під час Ісламської революції в Ірані — членом революційної ради. У 1981-1989 був президентом Ірану, а в 1989 Рада експертів обрала його Верховним лідером країни. Хаменеї є прихильником ісламського консерватизму.
Його називають однією із трьох постатей, які істотно вплинули на Ісламську Республіку Іран (інші двоє — Рухолла Мусаві Хомейні та Алі Акбар Хашемі Рафсанджані).
Наприкінці 2016 перськомовні блогери помітили репортажі російського пропагандистського телеканалу Russia Today за 2010, де говорилося, що Алі навчався у радянському Університеті дружби народів ім. Патріса Лумумби. Те саме сказане і в матеріалі газети Комерсант за 2003 рік. Однак, офіційних підтверджень не наведено, а в офіційній біографії Хаменеї цей епізод не згаданий. Навчання в цьому університеті відкриває питання про можливість вербування молодого Хаменеї органами КДБ.

## Верховний лідер Ірану

### Президенти Ірану
За час перебування Алі на посаді Верховного лідера, змінилося п'ять президентів:
- Алі Акбар Хашемі Рафсанджані, 1989—1997;
- Мохаммад Хатамі, 1997—2005;
- Махмуд Ахмадінежад, 2005—2013;
- Хассан Рухані, 2013—2021;
- Ібрагім Раїсі, 2021—2024

### Відлига у міжнародних відносинах
Після обрання Барака Обами президентом США 2008 року (переобраний у 2012 році) та Хассана Рухані на посаду Президента Ірану в 2013 році, для країни настав період відлиги у міжнародних відносинах, в першу чергу — зі Сполученими Штатами.
За участю Хассана Рухані влітку 2015 року була підписана угода зі Спільного всеосяжного плану дій стосовно ядерної програми Ірану. Завдяки підписанню та виконанню перших умов цієї угоди з Ірану був знятий ряд міжнародних санкцій. Зокрема, Іран отримав доступ до понад $100 млрд активів, що переважно знаходились в банках Китаю, Індії, Японії, Південної Кореї та Туреччини і були до того заморожені внаслідок накладання санкцій. Крім цього, за даними іранського центробанку, дев'ять іранських банків підключені до системи SWIFT.
На початку 2016 року Іран відвідав голова КНР Сі Цзіньпін. Під час його візиту була підписана низка угод покликаних збільшити товарообіг між обома країнами до $600 млрд за 10 років. При цьому Алі Хаменеї заявив, що ніколи не мав довіри до країн заходу, натомість Іран й надалі розбудовуватиме відносини з «незалежними й надійними» країнами, такими як КНР.
Наприкінці січня 2016 року відбувся і перший візит президента Ірану до Європи за 16 років. Під час дводенного візиту до Італії були підписані договори загальною вартістю близько $17 млрд. У Франції також були підписані численні контракти вартістю понад $27 млрд.
Під час цієї подорожі вперше з 1999 року Папа римський прийняв іранського президента: у вівторок, 26 січня 2016 року, Хассан Рухані був прийнятий Папою Франциском у Ватикані.
7 січня 2020 іранські ППО збили український літак компанії МАУ при зльоті з тегеранського летовища. Отримавши звіт військових про трагедію, Алі Хаменеї провів екстрене засідання Вищої ради національної безпеки й дав вказівку опублікувати відповідний звіт про катастрофу, що було зроблено 11 січня. Того ж дня в Тегерані почалися протести, демонстранти вимагали відставки головнокомандувача Хаменеї.
В протестах в основному беруть участь студенти та жителі Тегерану, що зібралися під університетом Аміра Каріба. Окрім відставки Алі, протестувальники виступають проти керівництва Ірану та Корпусу вартових ісламської революції, що збив лайнер. Між поліцейськими та мітингарями відбулися сутички, поліціянти застосували світлошумові гранати та сльозогінний газ.
У лютому 2024 року акаунти Хаменеї в Facebook та Instagram було видалено компанією Meta.

## Заяви про Україну
1 березня 2022 року Хаменеї підтримав дії Путіна, за наказом якого розпочали повномасштабне військове вторгнення проти України. Хаменеї ствердив, що якби Путін не розпочав повномасштабне вторгнення в Україну, це зробила б інша сторона. Також Алі заявив, що РФ веде на території України війну проти НАТО, оскільки «НАТО розпочала б війну через Крим».
Тим самим Алі Хаменеї став одним з небагатьох диктаторів світу, який публічно підтримав РФ у вчиненні нею геноциду та етноциду проти українського народу.

### Переклади українською
- 2020 — Палестина. Найважливіша проблема ісламського світу [Архівовано 17 вересня 2020 у Wayback Machine.])
- 2024 — Права людини в ісламі